# Mirza Mohammed Hassan Shirazi
Mirza Mohammed Hassan Shirazi (persiska: میرزای شیرازی, arabiska: آية الله العظمى السيد محمد حسن الشیرازي), född 1815, död 1895, var en shiitisk präst och marja' al-taqlid. Han utfärdade en fatwa mot tobaksrökning under tobaksprotesten i Persien 1891.